# Π kompleksy
π-kompleksy to w chemii metaloorganicznej związki chemiczne, w których występują wiązania koordynacyjne tworzone przez boczne nakładanie się orbitali π z wiązań wielokrotnych węgiel-węgiel z orbitalami d metali przejściowych.
Wiązanie π-d jest w istocie kombinacją dwóch oddziaływań – bocznego nałożenia orbitalu wiążącego π z orbitalem d metalu, w którym to donorem elektronów jest związek posiadający wielokrotne wiązania węgiel-węgiel, oraz frontalnego nałożenia orbitalu antywiążącego π* z orbitalami d metalu, gdzie donorem elektronów jest metal:
Do tego typu układów zalicza się m.in.:
- kompleksy alkenowe,
- kompleksy acetylenowe,
- kompleksy arenowe,
- metaloceny i inne cyklopentadienylowe